# فرودگاه دراگون-میلر منطقه مرکزی تگزاس
فرودگاه دراگون-میلر منطقه مرکزی تگزاس (به انگلیسی: Draughon-Miller Central Texas Regional Airport) یک فرودگاه همگانی با کد یاتا TPL است که یک باند فرود آسفالت دارد و طول باند آن ۱۹۲۱ متر است. این فرودگاه در شهر تمپل، تگزاس کشور ایالات متحده آمریکا قرار دارد و در ارتفاع ۲۰۷٫۹ متری از سطح دریا واقع شده‌است.